# 范百祿
范百祿（1030年—1094年），字子功，華陽（今四川成都）人。北宋文學家范鎮之從子，父為范鍇，子為台州知州范祖述。范百祿累官至翰林學士。終年六十五歲，被追贈為銀青光祿大夫。

## 生平

### 治平年間
范百祿為北宋進士，宋英宗趙曙治平年間（1064年至1067年）因水災已為朝廷謀策。

### 熙寧年間
至宋神宗趙頊熙寧二年（即公元1069年）四月初五，原為司門郎中之范百祿改任為吏部郎中。另曾婉拒時為御史中丞的鄧綰舉薦為御史，但不久就被命為江南東路、利州路及梓州路提點刑獄公事，另加集賢院直學士。
任職其間利州武守周永懿被時為利州轉運判官的鮮於侁揭發其貪贓枉法而被流放，所以范百祿續請恢復至道十五路先例，使用文職官員鎮守邊界。
在熊本管治瀘州其間（約公元1073年），有蠻夷首領請降，副將賈昌言打算邀功將其殺害，但范百祿不認同，即往和熊本講述其見解，熊本聽後驚慌地看着范百祿及立即停止了對蠻夷聲討的文書。
七年（即公元1074年），召為諫院同知。同年為旱年，范百祿請示上級要求收還部分不利民之法令，以救民急。另外又論及當時以民眾自行報上田畝數目，用以徵收賦稅的手實法，認為以民眾自行報上，必不以實告。當時十五路內，每五路置三十七將，專責管轄所部兵，用以徵聘平民作為參軍，而范百祿觀察其中，發現當中有稱職的，而不稱職的有十四人，所以范百祿提請希望恢復舊制，而將良才加以訓練，其餘的交付州縣使用。范百祿所提請之事項多數都獲得施行。
曾與另一大臣徐禧審理平民李士寧迷惑童婦生心不軌案，范百祿懷疑李士寧不單迷惑童婦而且有謀逆之心，認為應判處李士寧死罪，但當時李士寧與宰相王安石來往極為密切，而徐禧又頗得王安石青睞，另外李士寧更曾以宋仁宗趙禎御製詩獻給宗室秀州團練使趙世居，所以李士寧被判無罪，范百祿亦因此被貶往宿州任酒監。
八年（即公元1074年），沂州平民朱唐狀告前越州餘姚縣主簿李逢謀反，提點刑獄王庭筠認為並無特別證據顯示李逢謀反，但仍然請求上級審核定案，王庭筠認為李逢只是說話帶有指責及妄說吉凶，提請李逢編配之刑。但皇帝趙頊對此案有所懷疑，並派遣御史臺推直官蹇周輔審查治罪。中書省認為王庭筠對此案審理不當，並對王庭筠進行彈劾，王庭筠亦因畏懼自殺而死。李逢詞辭牽連甚廣，連同趙世居、醫官劉育等及河中府觀察推官徐革在內亦被逮捕拘禁。另外趙頊委派御史中丞鄧綰、諫院同知范百祿及御史徐禧會審。最後趙世居被賜死罪，李逢、劉育及徐革被凌遲處死，將作監主簿張靖及武進士郝士宣被判腰斬，司天監學生秦彪及李士寧判杖脊另發配湖南，其餘牽連拘捕者追回官銜，趙世居子孫免於死罪但削除戶籍，舊有審訊此案所有官員亦需查核有否牽涉其中。

### 元豐年間
元豐二年（即公元1079年）十二月范百祿調任為司門郎中。
到元豐未年，范百祿任司門吏部郎中及起居郎。
宋哲宗趙煦即位，范百祿升遷為中書舍人。司馬光打算恢復差役法而廢去在王安石變法內的免役法，但范百祿認為此事會令患官希望增加犯人，從而增加流配，藉以接受更多賄賂。最後司馬光亦接納范百祿的意見。

### 元祐年間
元祐初年，李常、孫覺、范百祿、蘇軾及鮮於侁被同時選拔推薦擢升為大理丞及鴻臚丞。
元祐元年（即公元1086年），范百祿為刑部侍郎。當時很多地方官員希望為打鬥令他人死亡之原告但又情有可原者求情，認為他們值得寬恕而不應因為他殺了人就判其死罪，而司馬光認為如果殺人不需要判以死罪那麼法律就被廢棄，范百祿則認為如果案件沒有可疑之處，原告亦不值得憐憫，則不可寬恕，餘下的應可免於死罪，而最後趙煦亦因憐憫求情之原告希望用協商得其中道而贊成范百祿。此例生效之後，有司寇重於寬恕及至五年內有很多原告被免於死罪，所以門下省駁斥此例，希望將寬恕與否歸還中書省定奪，但在范百祿極力爭取之下一直沿用此例。
之後范百祿改為吏部侍郎。有議事者提出淘汰胥吏，而呂大防更催促將胥吏廢除一半，范百祿則認為如果立即廢除一半，將會令到很多人因此失業，如果從今開始有離職而不補缺，假以時日始終會有減半之效果。但最後沒有跟隨范百祿的意見。
七月二十三日，蘇軾、胡宗愈、孫覺及范百祿等狀奏，希望趙煦將稱病請求出守蔡州的朝議大夫劉攽留在京師。
二年（即公元1087年）三月二十九日，趙煦不許請求出守的范百祿，認為范百祿言行不偏不倚，希望范百祿留在京師，更賜其為尚書刑部侍郎。
同年六月十二日，趙煦再次不准許范百祿請辭。
到七月，有上級公文達中書省，指責門下侍郎韓維嘗試以范百祿任刑部侍郎為所不正而面奏，但韓維得到呂大防之幫助而開脫。
都水監王孝先建議將黃河走回本來的河道，而呂大防亦贊成，所以到三年（即公元1088年）十一月朝廷派遣吏部侍郎范百祿及給事中趙君錫巡行視察，觀察估量回河利害及畫圖回報。范百祿審視之後認為不可回就立即回稟，而且取得先帝宋神宗趙頊詔令勿塞故道並一起呈上。到四年四月尚書省呂大防仍然認為既然塘濼已廢應該回河，但范百祿覺得塘濼有限寇之名，如果回河更有可能有敵人順流而下之憂，加上先帝明詔具在，實不應輕率行動。到最後亦阻止了回河建議。
短時間內更兼任翰林學士，侍讀學士，為趙煦進言
七年（即公元1092年）四月，身為翰林學士之范百祿負責扶助宗正卿。
同年六月命翰林學士范百祿為中書侍郎
八年三月因黨爭問題范百祿被罷去中書侍郎職位，另又因與同為中書省之蘇頌被罷免，所以待罪而請求出守但不許。及後御史黃慶基上疏，列范百祿五罪，提請盡早罷黜范百祿。最終趙煦亦准許范百祿離去。
以龍圖閣學士身份出任開封府知府。勤於民事，監獄並無囚犯。僚吏打算以牢獄空著而領功，但被范百祿制止。數月之後被恢復為翰林學士，拜中書侍郎。適逢郊祀年與禮官在趙煦面前爭議應否合祭天地，各執一詞，最後由宰相解決其紛爭。
熙河路安撫使范育進言認為唃廝囉國第三代贊普阿里骨殘酷暴虐而且有病，而湟州邈川吐蕃大首領溫溪心八族打算內附，所以可以計畫將其歸納，但范百祿認為既然阿里骨沒有過犯，而溫溪心虛實未知，無挑釁而動，非上策。又請奏進築蘭州納迷等三城，認為乃必爭之地。兩事趙煦亦聽從范百祿。
但最後范百祿仕途亦因黨爭問題被蘇頌影響被罷為資政殿學士及河中府知府，及後更被流放至河陽、河南，終年六十五歲。